# Padew Narodowa

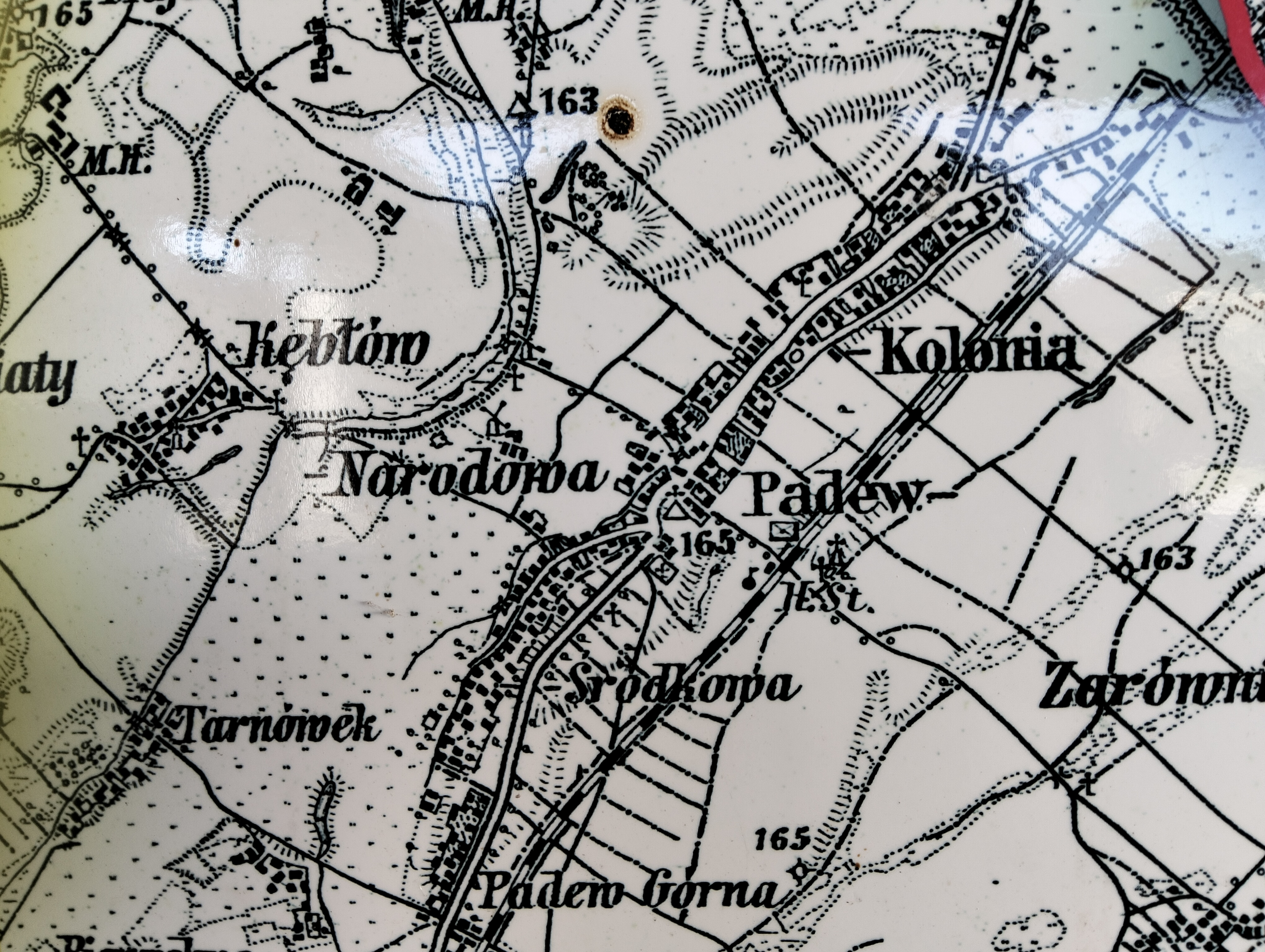
Mapa wsi z 1915

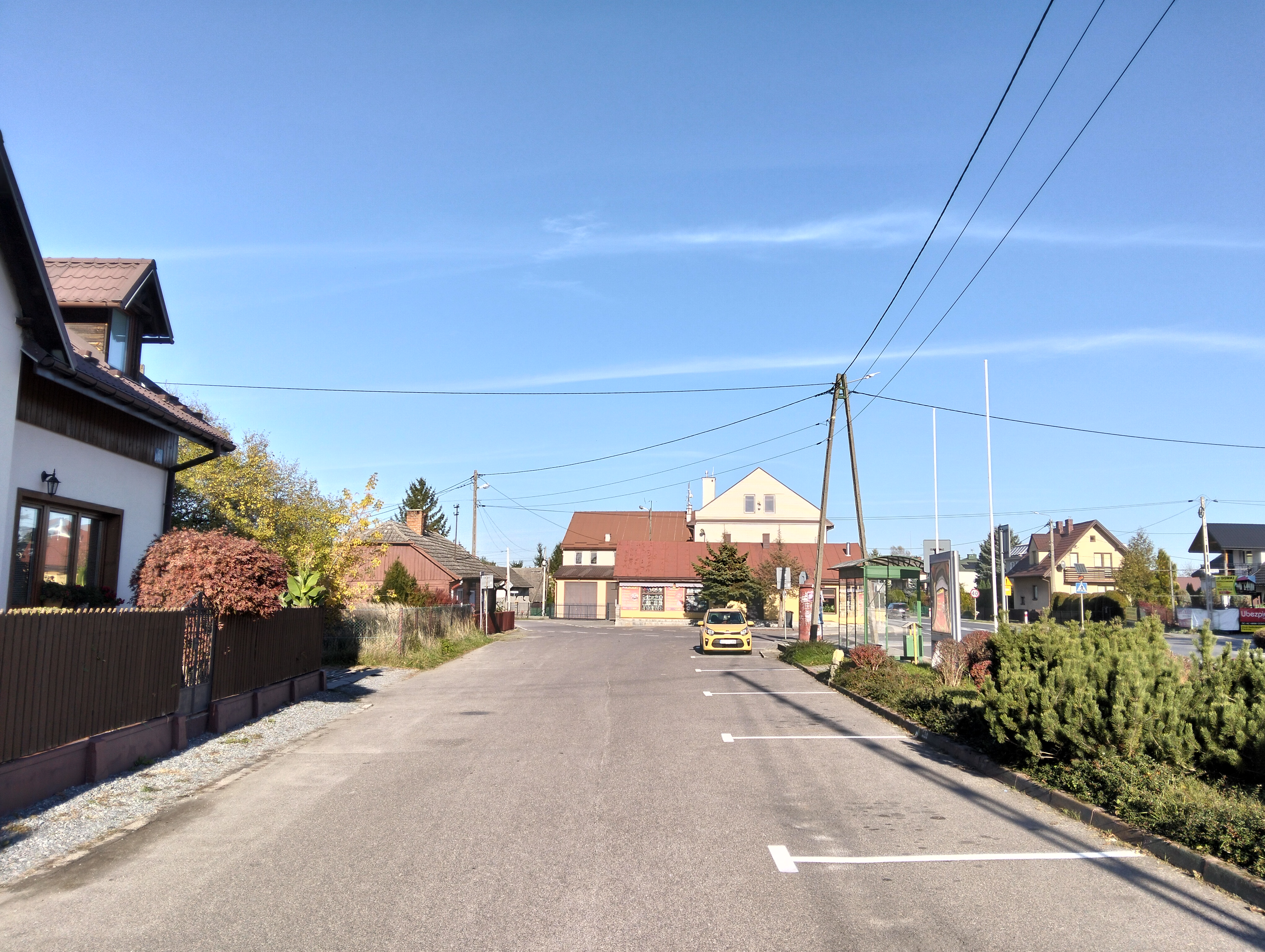
Rynek

Padew Narodowa – wieś w Polsce, położona w województwie podkarpackim, w powiecie mieleckim, w gminie Padew Narodowa.
Przez miejscowość przepływa niewielka rzeka Babulówka, dopływ Wisły.
Miejscowość jest siedzibą gminy Padew Narodowa oraz rzymskokatolickiej parafii św. Bartłomieja Apostoła. W Padwi znajduje się zabytkowy kościół w stylu neoromańskim, z barokowym wyposażeniem wnętrza – sanktuarium św. Antoniego z Padwy.
| SIMC    | Nazwa         | Rodzaj    |
| ------- | ------------- | --------- |
| 0803176 | Bór           | część wsi |
| 0803182 | Jeziorko      | część wsi |
| 0803199 | Padew Dolna   | część wsi |
| 0803207 | Padew Górna   | część wsi |
| 0803213 | Przedkościele | część wsi |
| 0803220 | Przybyły      | część wsi |
| 0803236 | Wał           | część wsi |
| 0803242 | Wątoki        | część wsi |
| 0803259 | Wygwizdów     | część wsi |
| 0803265 | Zababcze      | część wsi |

## Historia
Najstarsza wzmianka o Padwi Narodowej pochodzi z 1334 roku (Padew Narodowa pojawiła się tam jako Padwa). W końcu XVIII wieku był to obszar kolonizacji józefińskiej, kiedy to ukształtowała się obecna nazwa miejscowości. Część wsi Padew zamieszkała przez rdzenną ludność polską została nazwana narodową, natomiast część zamieszkałą przez niemieckojęzycznych kolonistów nazywano Fallbrunn lub Padew. Wielu mieszkańców Padwi uczestniczyło w powstaniu kościuszkowskim, powstaniu styczniowym i powstaniu listopadowym. W czasie rabacji galicyjskiej grupa chłopów z Padwi napadła na plebanię w Gawłuszowicach i Padwi; chłopi zaatakowali także dwory w Przykopie i Zadusznikach. W 1875 w Padwi i okolicy mieszkało ok. 225 ewangelików, którzy należeli do zboru w Czerminie (niem. Hohenbach). Na początku XX wieku zawiązali oni zbór filialny z własnym kościołem.
W trakcie i tuż po II wojnie światowej ludność napływowa wyemigrowała do Niemiec. To sprawiło, że jako jednostka administracyjna przetrwała tylko polska część – Padew Narodowa. W czasie II wojny światowej miejscową szkołę zamieniono na kwaterę i szpital wojsk niemieckich (już w czasie I wojny światowej w Padwi stacjonowały wojska austro-węgierskie i rosyjskie).
W latach 1954–1972 wieś była siedzibą władz gromady Padew Narodowa.
W roku 1975 wskutek nowego podziału kraju, została przydzielona do województwa tarnobrzeskiego, a roku 1999 powróciła w skład powiatu mieleckiego.
W lutym 2025 odbyły się konsultacje społeczne w sprawie starań o nadanie statusu miasta Padwi Narodowej. Wzięło w nich udział 654 mieszkańców gminy Padew Narodowa (na 1 892 uprawnionych do głosowania), z czego 172 z nich było za, a 473 przeciw. 

## Ludzie związani z Ziemią Padewską
- Ignacy Łukasiewicz – polski farmaceuta i przedsiębiorca, konstruktor lampy naftowej. Spoczywa na cmentarzu w Zręcinie koło Krosna. Tablica upamiętniająca związki Łukasiewicza z ziemią padewską znajduje się w kościele w Padwi Narodowej.
- Franciszek Krempa – polski poseł, jeden z organizatorów Republiki Tarnobrzeskiej; silnie zaangażowany w budowę pomnika grunwaldzkiego w Padwi.
- Ludwika Krysiak z domu Uzar – urodzona w Padwi Narodowej strażniczka więzienna
- Józef Marcickiewicz – podpułkownik piechoty Wojska Polskiego, kawaler Orderu Virtuti Militari, urodzony w Padwi Narodowej
- Władysław Sikorski (z Tuszowa Narodowego) – polski wojskowy i polityk, generał broni Wojska Polskiego, Naczelny Wódz Polskich Sił Zbrojnych i premier Rządu na Uchodźstwie podczas II wojny światowej.